# Riba de Mouro
Riba de Mouro ist eine Gemeinde und ein Ort im Norden Portugals.

## Geschichte
Vermutlich wurde die Gemeinde während der frühen sogenannten Reconquista zwischen dem 9. und 12. Jahrhundert von Mönchen des Klosters von Paderne gegründet. Erstmals wurde der Ort im Jahr 1258 als São Pedro de Maur dokumentiert und unterstand danach vermutlich zeitweise dem Christusorden.
Die Gemeinde gehörte zum Kreis Valadares um seit 1855 zum Kreis Monção zu gehören.

## Verwaltung
Riba de Mouro ist Sitz einer gleichnamigen Gemeinde (Freguesia) im Kreis (Concelho) von Monção im Distrikt Viana do Castelo. In ihr leben 802 Einwohner auf einer Fläche von 14 km² (Stand 19. April 2021).
Folgende Ortschaften liegen in der Gemeinde:
- Aldeia
- Bouco
- Carvalho
- Cavenca
- Cordeiros
- Corga
- Costa
- Cotaros
- Cruz Nova
- Cruzeiro
- Freixo
- Fundegos
- Gateira
- Lijo
- Linhares
- Pereiro
- Ponte da Veiga
- Portela
- Quartas
- Ribeiro
- Rua
- São Miguel
- Santo António

## Persönlichkeiten
- Georges Mendes (* 1974), französisch-portugiesischer Skirennläufer